# Güímar
Güímar är ett litet samhälle i kommunen Güímar i den spanska provinsen Sante Cruz de Tenerife på Teneriffa på Kanarieöarna. Güímar upptar en yta på 102,92 km², ligger 289 meter över havet och hade 16 251 invånare år 2003.